# 1964年の日本の女性史
1964年の日本の女性史（1964ねんのにほんのじょせいし）は、1964年（昭和39年）の日本における女性に関するできごとを時系列的に挙げる（参考文献は日本の女性史年表を参照）。
本項目は歴史研究としての女性史ではなく、日本における女性に関するできごとをある体系に基づいて述べようとするものではない。

## 1-3月
- 1月20日 地婦連、「青少年をタバコの害から守る運動」で青少年の喫煙対策を政府に要望、全国一斉運動開始
- 2月3日 労働婦人代表団、アメリカ合衆国国務省の招待で労働事情視察のため渡米
労働婦人代表団は自治労・全電通（現・NTT労働組合）・全逓・全専売（現・全たばこ労働組合）により組織された。
- 2月3日 広島県福山市の学校で日直中の女性教員が暴漢に襲われる。教師の宿日直は教員の生活にも大きな負担にもなっており、日教組は日宿直廃止闘争に取り組みを始めた。
- 2月9-10日 住友セメント労働組合、鈴木節子に対する解雇通告を機に権利闘争強化決定、結婚退職制・念書撤廃闘争を始める（住友セメント事件）。
住友セメントは女子従業員採用時に結婚または35歳に達した時は退職する旨の念書を提出させており、これに基づき、結婚を理由に鈴木節子を解雇。
1966年12月20日 東京地裁、結婚退職制は性別による差別待遇であり憲法違反と判決、鈴木節子勝訴。結婚退職制についての判例は日本ではこれが初。
- 2月14日 母親連絡会など、国産生ワクチンの投与延期を厚生省へ要請。
1961年に大量輸入されたソ連製生ワクチンは約1300万人の児童に投与され、小児マヒ患者は減少していったが、1964年2月 厚生省は小児マヒ用国産生ワクチンの使用を決定。この後、国産生ワクチンを接種した乳児20人が死亡、10人前後の患者発生が確認されたが、厚生省とウィルス学者達は国産生ワクチンとの因果関係を否定した。
- 2月14日 衆参両院婦人議員、トルコ風呂 (性風俗)などを視察
2月18日 婦人団体国会活動連絡委員会、風俗営業等取締法について要望提出
2月28日 深夜喫茶廃止要望大会、全国婦人相談員連絡協議会主催
- 2月28日 厚生省婦人少年局、精密機械器具製造業の女子労働者実態調査について使用者との懇談会開催。職業病との関連について調査。
- 2月29日 保育所要求全国婦人大会、「家庭保育第一主義」を変えさせよう・「救貧対策」でない保育所を沢山作ろう、などを決議。
- 2月- 魚の「ウソつき表示」を摘発する会、東京の主婦会館で。
- 2月-3月 東京都民生局、「若い女性の手帖」発行、東京オリンピックで来日する外国人との関係で、日本女性の"転落防止キャンペーン"
- 3月8日 国際婦人デー中央集会、1万人参加、全国各地でも記念集会
- 3月8日-4月16日 第11回婦人月間、「世界の婦人と手をつなぎ、平和共存・完全軍縮をかちとろう」
- 3月12日 お茶の水女子大学・奈良女子大学に大学院理学研究科の設置認可
- 3月18日 子どもを守るための明るい家庭づくり推進大会、東京都社会福祉協議会、東京母の会連合会など参加
- 3月24日 地婦連、日本原水協からの脱退を決定。
- 3月21日 日弁連、「交通機関の乗務員に対する身体所持品等の検査にともなう人権侵害について」見解発表、バス車掌に対する服装検査廃止闘争の正当性を裏付ける。

## 4-6月
- 4月4日 日本婦人会議、婦人月間記念集会「日本の婦人運動をかえりみる」
- 4月10日 第7回婦選会議、憲法改正反対・婦人の公職進出・風紀取締りなど申合せ
- 4月10-16日 第16回婦人週間「現代社会における家庭の役割--産業化と家庭の問題」
- 4月 はたらく婦人の中央集会、総評系、共産党系に分裂開催
4月19-20日 総評・中立労働組合連絡会議（中立労連）中心　第9回はたらく婦人の中央集会、2300人参加、合理化攻勢などを中心に経験交流
4月26-27日 婦人団体連合会（婦団連）・共産党系中心　第9回はたらく婦人の中央集会、3000人参加、「日韓会談粉砕・日中国交回復・安保廃棄をめざし、すべてのはたらく婦人は結集しよう」
- 4月25日 第1回戦没者叙勲1万177人、うち女子13人
- 4月27日 文部省、家庭教育資料集第1集『子どもの成長と家庭』発表。この月以後、全国700の市町村で「家庭学級」7522校を開設。
- 4月30日 売春対策審議会、東京オリンピックの開催を控え「売春対策の強化に関する要望」を首相に提出
- 4月- 秋田県、出稼ぎで行方不明の父を探す運動おこす、帰らざる出稼ぎ農民388人
出稼ぎ者、前年の3倍、全国で100万人を超え、"半年後家"の言葉生まれる。
- 5月11-16日 婦人労働者の諸問題に関する第2回国際労働組合会議、ブカレストで。山本まき子ら総評婦人代表14人参加
- 5月19日 日本で最年少の自家用飛行機パイロット誕生、共立女子高等学校3年生の原田久美子。
- 5月27日 主婦連分裂。三巻秋子副会長と専門部長6人のうち3人が辞任・脱会、消費科学センターを設立した。
- 5月- 婦人団体あごら、BOC(Bank of Creativity)を発足させる。婦人がそれぞれの技能を登録し、求めに応じて、必要な人を必要な所に貸し付けるシステム。個人では得にくい仕事を獲得するための組織でもある。
- 5月- 電電公社神戸市外電話局、6ヶ月以上の乳児をもつ女子従業員に対し夜間勤務を含む勤務につくよう要求。これに対し労働組合は、一年未満の乳児をもつ婦人労働者の勤務を日勤 に固定すること、もし夜勤勤務を強行するなら託児所を夜9時まで延長すること、等を要求。
- 6月10日 第12回全国婦人団体研究大会、2300人参加、地婦連主催、「今日における家庭の問題」テーマで討議、「あらゆる努力をかたむけて正しい家庭の機能を守る」と宣言。
- 6月17日 厚生省、新潟地震対策として、被災者に対する母子福祉資金貸付枠の増額、償還金の減免、臨時保育所の設置など決定
- 6月17-21日 第1回国際婦人科学者・技術者会議、ニューヨークで、猿橋勝子ら日本婦人研究者5名参加
- 6月29日-7月3日 全電通（現・NTT労働組合）第17回全国大会、松山で、新運動方針で2年間の「育児休暇制度」の新設を提案
- 6月- 労働省、女子労働者の職業と家庭責任についての第1次調査。共働き婦人の半数が子持ち、最大の悩みは家族の病気による欠勤など
- 6月- ポーラ化粧品、ティーンエイジャー向け基礎化粧品「フォンティス」を発売

## 7-9月
- 7月1日 母子福祉法公布・施行。母子家庭の生活安定を図ることが目的で、母子福祉対策の一本化を図った。
1981年に母子及び寡婦福祉法に題名を改正
2014年に母子及び父子並びに寡婦福祉法に題名を改正
- 7月23日 全関西平和婦人集会、2000人参加、いかなる国の原水爆にも反対、被爆者救援など決議
- 8月8日 厚生省による1963年度国民生活実態調査、母子世帯の高校進学率53%、全国66.8%
- 8月14日 地婦連、国民生活局を早急に設置するよう経済企画庁に申入れ
- 8月21日 文部省「わが国の高等教育」発表。1963年度女子学生7万8800人、1950年度に比し5倍以上の伸び、女子学生の全学生に占める割合、4年制で15.4%、短大70.3%
- 8月23-24日 第10回日本母親大会、東京で、延べ3万人参加、「ポストの数ほど保育所を」「母親運動の統一のための特別決議」など採択
- 8月27-28日 東西母の集い、東京母の会連合会の呼びかけ、「俗悪なマスコミから青少年を守るため手を結びましょう」
- 8月- 言語障害児をもつ親の会全国協議会第1回大会、東京・大阪・京都・山梨・千葉などの母親グループ600人参加
- 9月2日 労働省婦人少年局「1963年婦人労働の実情」発表。女子就業者総数に占める女子雇用者の割合は44.1%、初めて家族従業者41.8%を上回る。女子雇用者に有配偶婦人の増加が特色
- 9月10日 「母性保健基本法」促進連合結成、日本助産婦会など13団体
- 9月10日 人権を守る婦人協議会、原潜寄港反対アピール発表、9月30日 原潜寄港阻止日本母親集会、デモ、8000人参加
- 9月15日 中央労働基準審議会、キーパンチャー病の対策として「1日の作業時間300分以内、連続作業時間60分を越えない」など答申
- 9月15日 母親連絡会など、テレビ映画の自衛隊宣伝番組といわれた「列外一名」製作放送中止を日本テレビに申入れ、日本民間放送労働組合連合会（民放労連）も放映阻止を目指して共闘会議を結成、放送を中止させた。
- 9月16日 第6回農民の健康会議、主婦農業と健康問題が中心テーマ
- 9月26日 全国教育女性連盟 創立、会長波頭夕子、会員3万人
教育経験者・現職女教師で組織され、学校管理職への女性登用等の運動を目指した。
- 9月- 東京都労働局、家庭婦人求職調査結果発表、公営住宅居住世帯の主婦の56%が「事情が許すなら今すぐに働きたい」と回答。

## 10-12月
- 10月8日 大阪市交通労働組合、団体交渉で、軽業転換の時期を妊娠3ヵ月以降から扱うとの回答を獲得。
- 10月22日 総評大会で、総評婦人対策部、男女差を撤廃し婦人の働く権利を確立する分科会開催
- 10月28日 原潜寄港反対集会・母と娘の大行進、3000人参加、人権を守る婦人協議会主催
- 11月5日 主婦の一日米価審議会、総評主婦の会・婦人会議主催
- 11月9日 全国更生保護婦人協議会 結成、会長三輪田繁子
- 11月10日 女性専門の職安であった神田橋女子公共職業安定所、神田橋公共職業安定所に合併、「中高年コーナー」新設
- 11月18日 日本退職女教師連合会結成大会、会長大橋広、退職女教師を集め、教育の正常化・青少年の成長を助ける社会活動など目的。各都府県に支部が作られた。
- 12月1日 消費者米価値上げ反対・生活を守る中央婦人集会、母親連絡会・婦人会議など14婦人団体主催、500人参加、大根や白菜を入れた買物袋をさげて請願デモ
- 12月8日 地婦連第1回全国婦人会館研究会議、「のぞましい婦人会館のあり方」について討議
- 12月9日 主婦連、高騰を続ける野菜の産地直接購入を決める。
- 12月15日 自民党「婦人憲章」草案作成
発言力を増している婦人対策として「婦人の地位と権利」「民族の伝承者としての婦人の任務と権利」など
- 12月16日 全国農協婦人団体連絡協議会（農婦協）、季節保育所国庫補助打ち切り反対・同予算増額の要請書を大蔵・厚生両大臣に提出。全組織をあげてハガキ陳情を行い、国庫補助打ち切りの撤回をさせる。

## この年
- 主婦のパートタイムの就労が増加し、「パートタイマー」の言葉が定着する。
- 工業高校への女子の進出めだつ、1958年の3倍増となる。
- この年度から厚生省児童局を児童家庭局に改称する。家庭政策が大きくクローズアップされる。
- 日本人の海外観光旅行が自由化され、この年の海外観光旅行者約12万人、うち女性4万8,323人となる。